# Mosannona papillosa
Mosannona papillosa är en kirimojaväxtart som beskrevs av Laurentius 'Lars' Willem Chatrou. Mosannona papillosa ingår i släktet Mosannona och familjen kirimojaväxter. Inga underarter finns listade i Catalogue of Life.